# 哈比卜·布尔吉巴大道
 哈比卜·布尔吉巴大道 (شارع حبيب بورڨيبة，Avenue Habib Bourguiba）是突尼斯首都突尼斯市的中央大道，该国历史性的政治和经济心脏。它是以突尼斯共和国首任总统和突尼斯独立运动领袖哈比卜·布尔吉巴命名，在殖民时期曾以法国总理茹费理命名。如今，这条大道宽60米，呈东西方向延伸，两边林立着树木、店铺和街头咖啡馆，类似巴黎的香榭丽舍大街。它西到独立广场，接法兰西大道，东端到突尼斯湖。沿着这条大道有许多重要的地标建筑，包括圣文生主教座堂、法国驻突尼斯大使馆和突尼斯市立剧院。

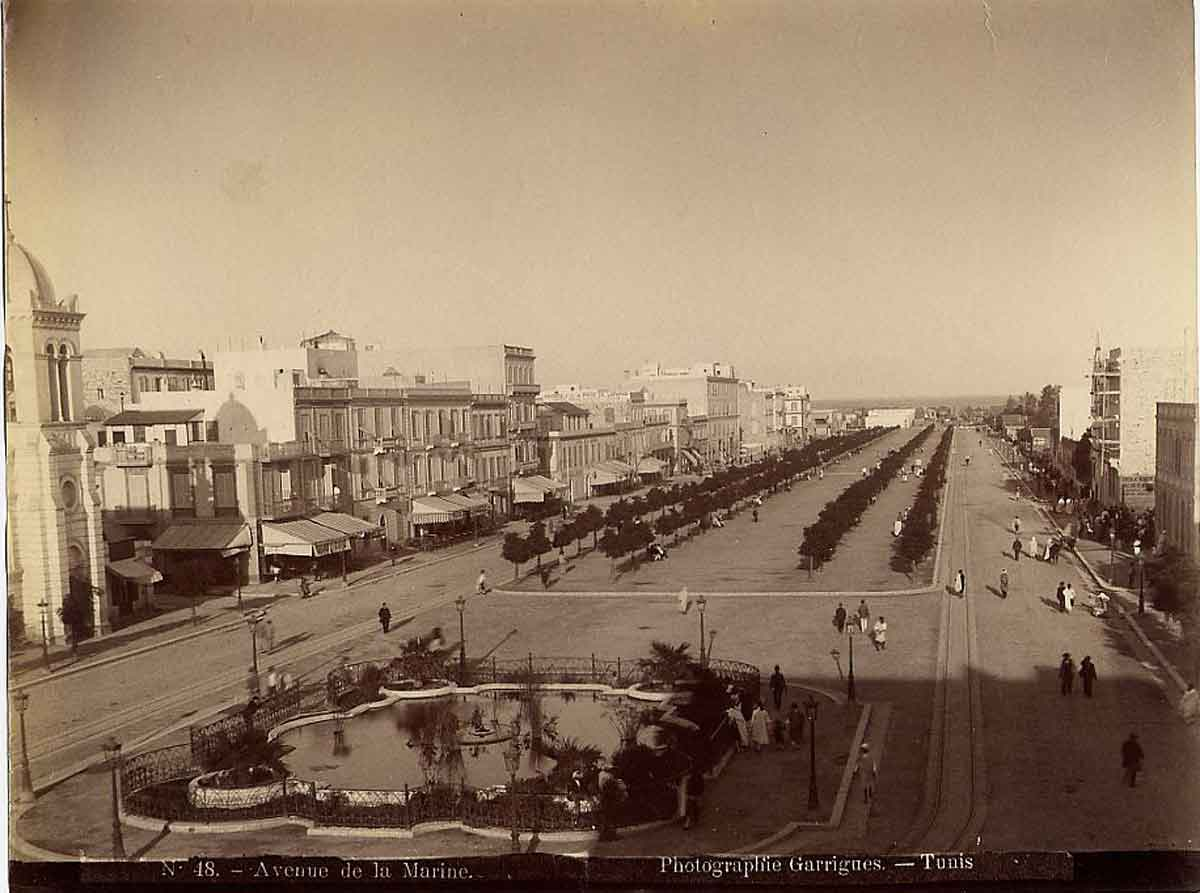
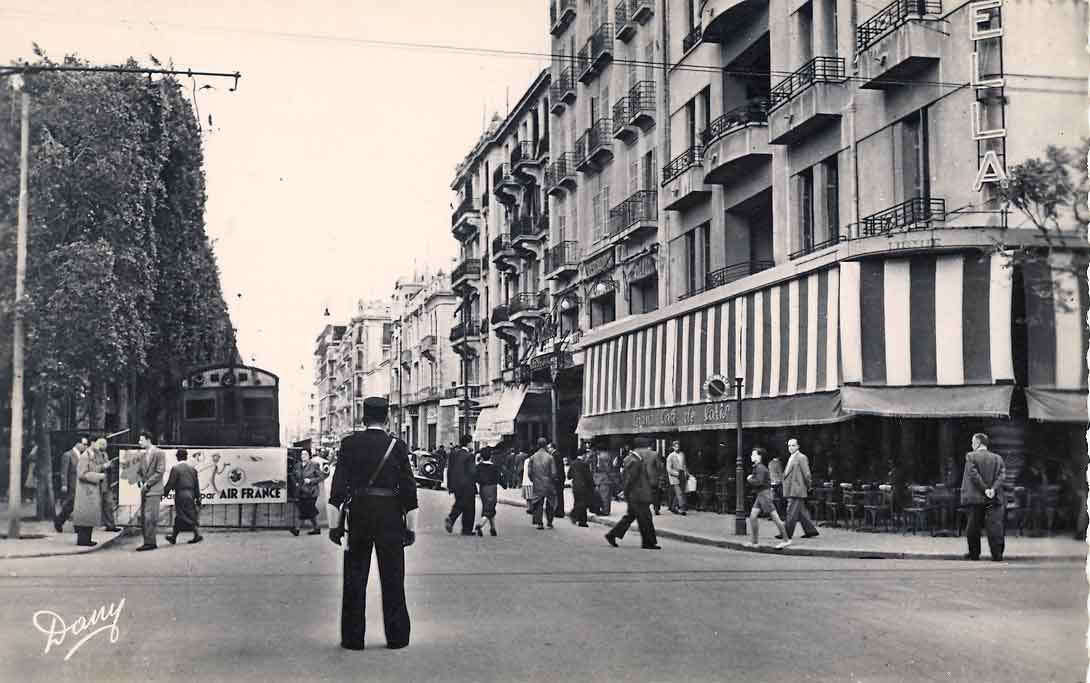
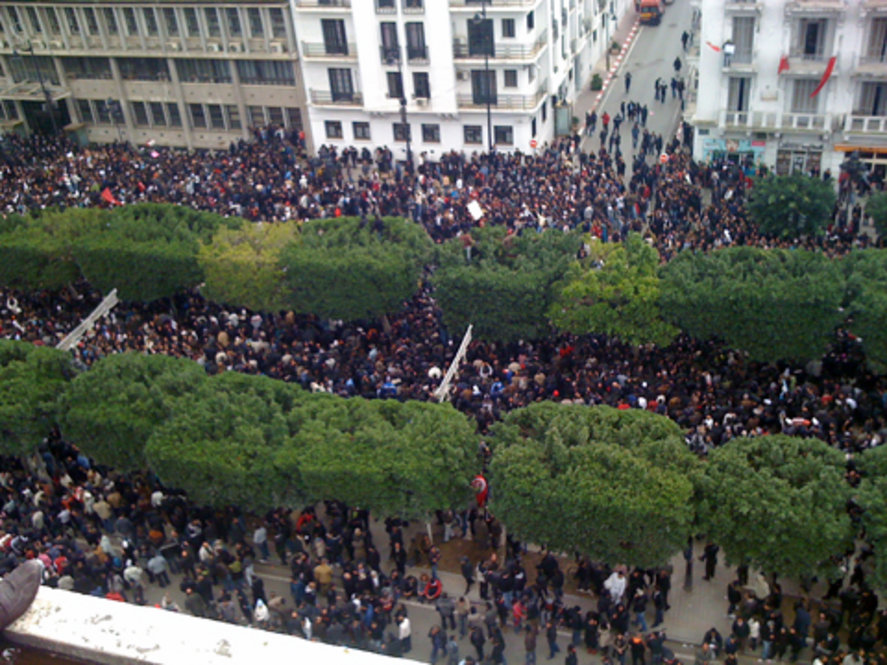
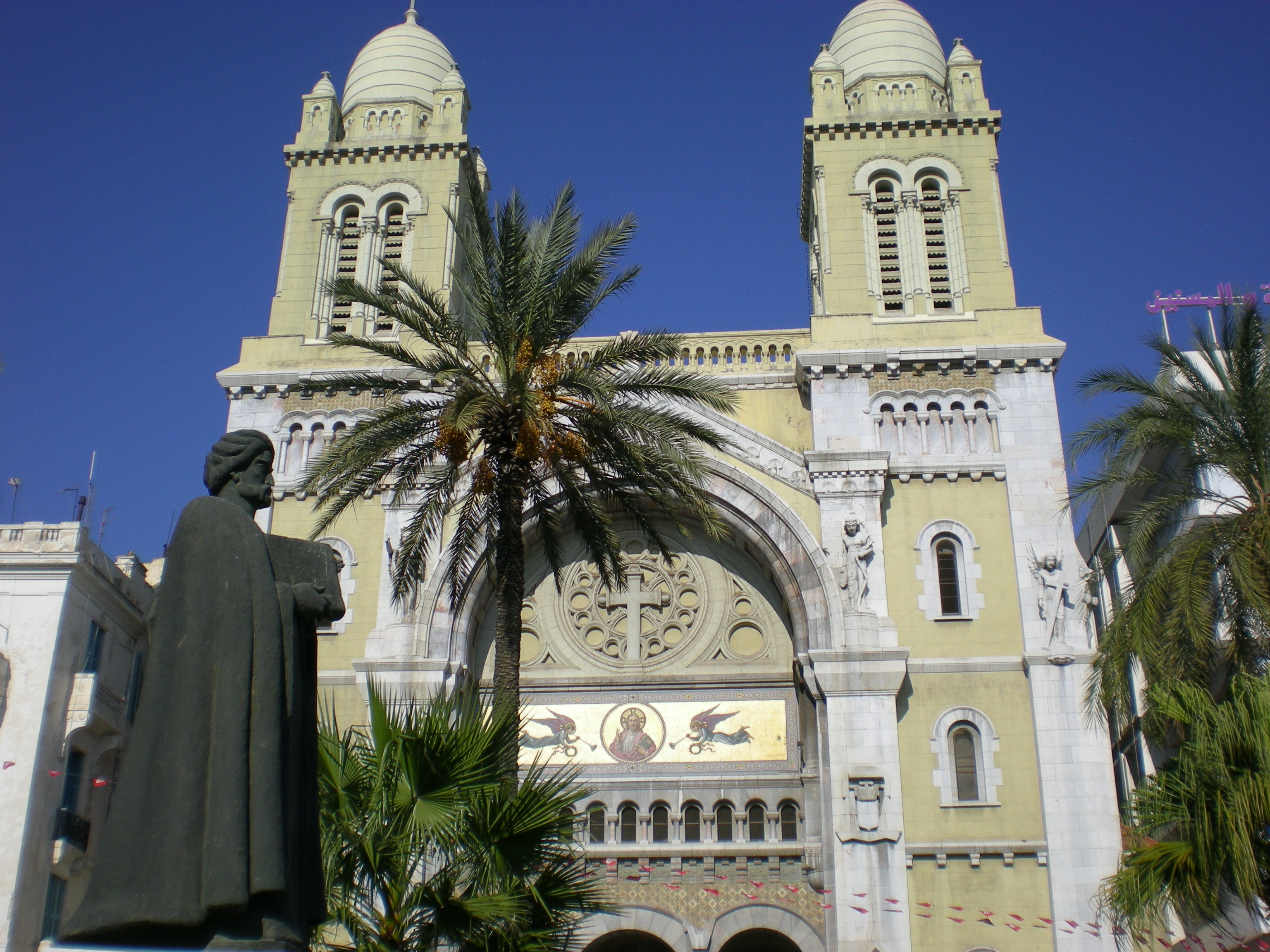
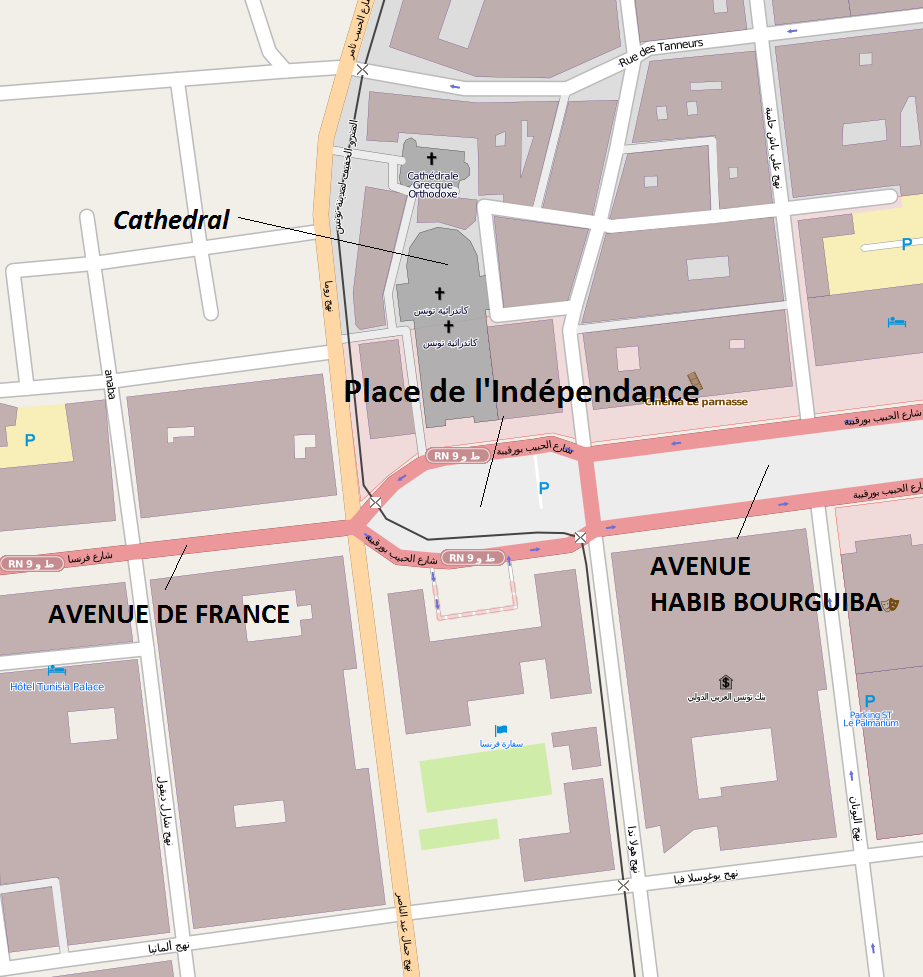
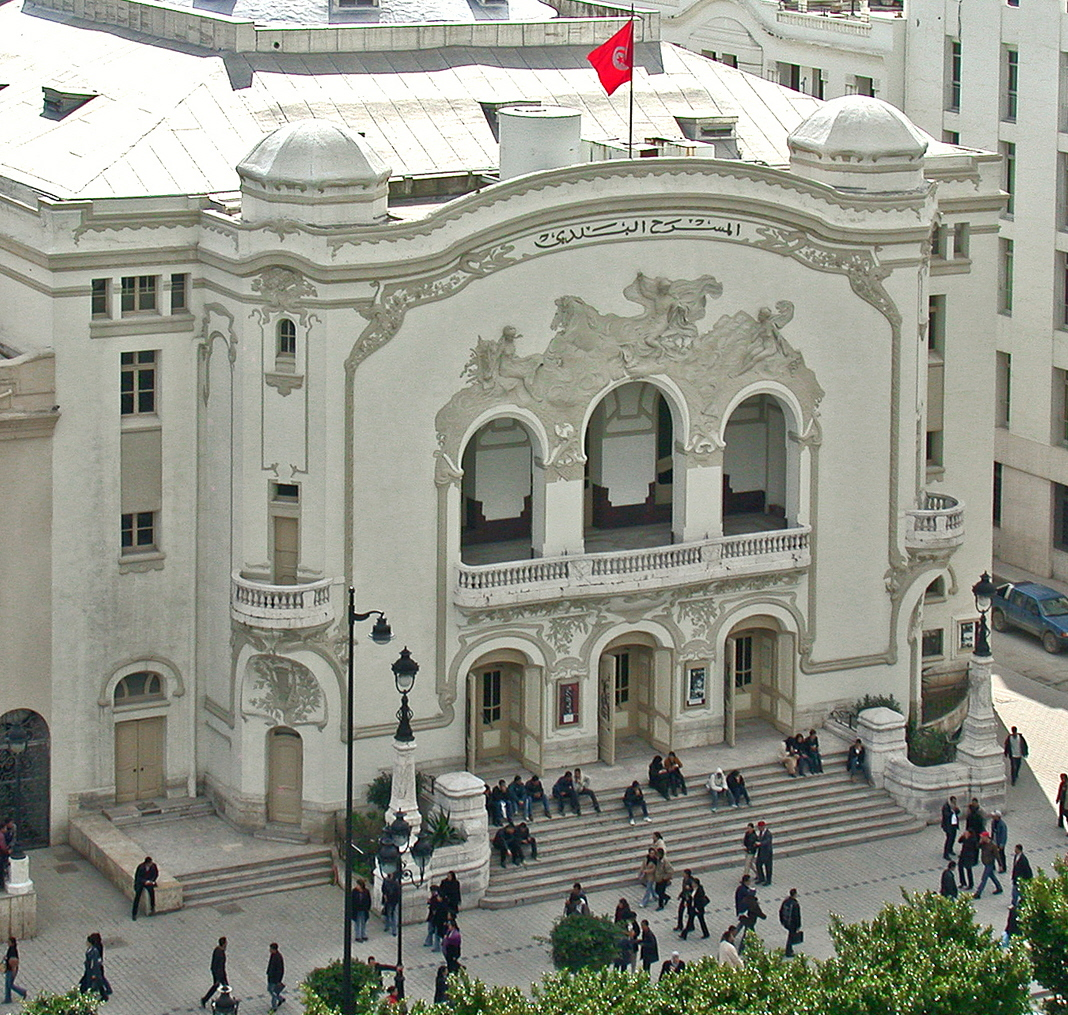
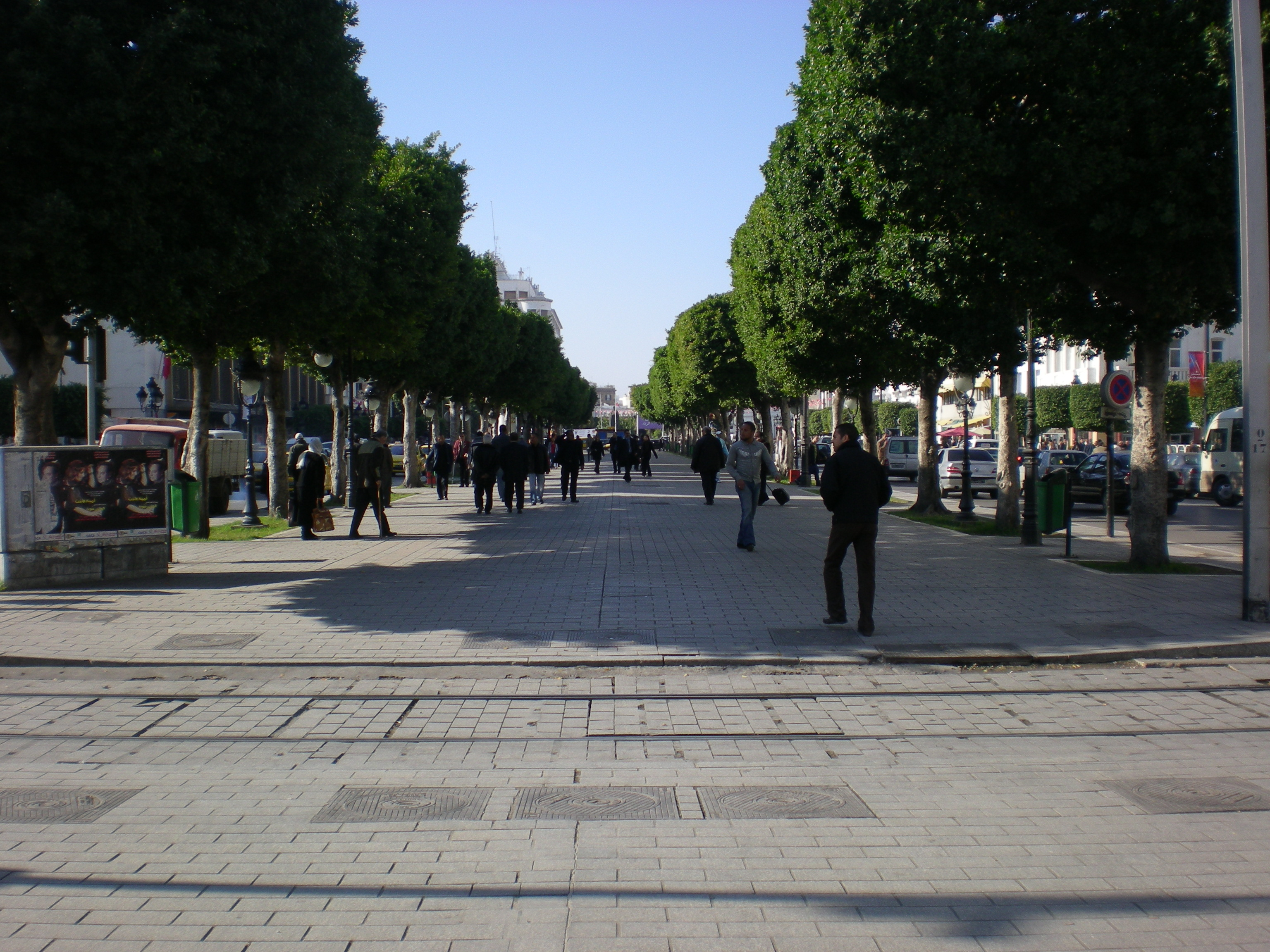
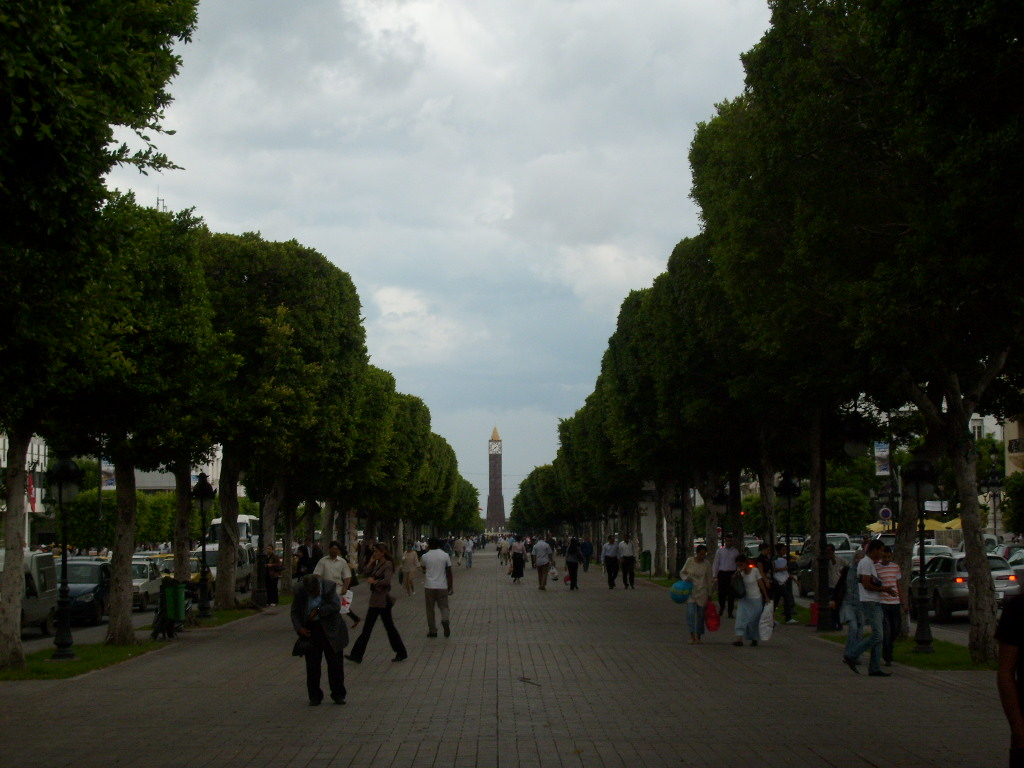
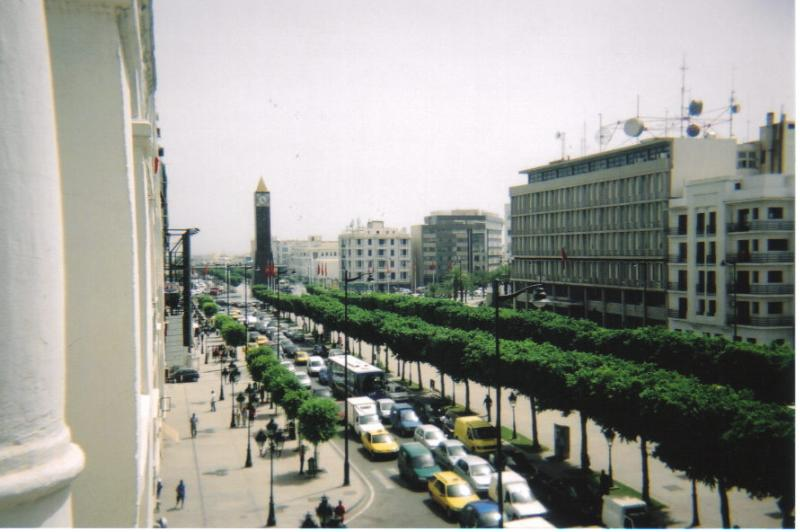
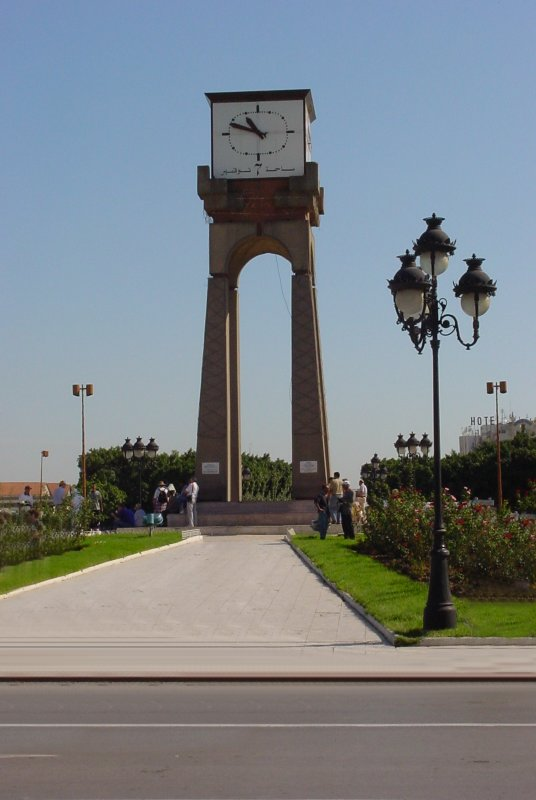
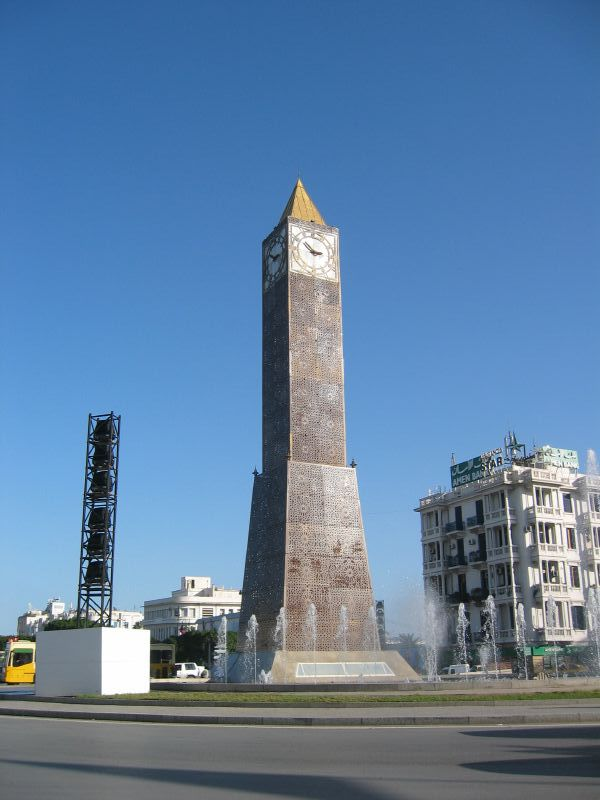
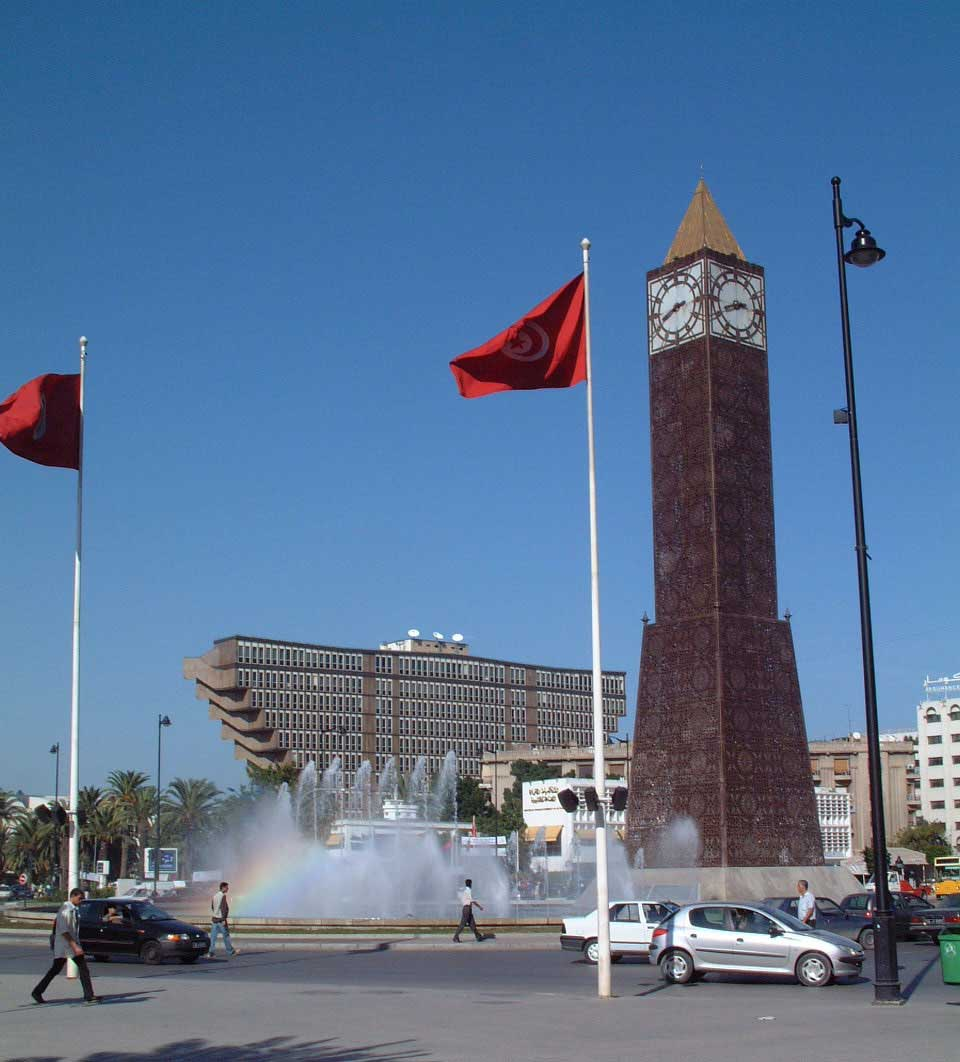
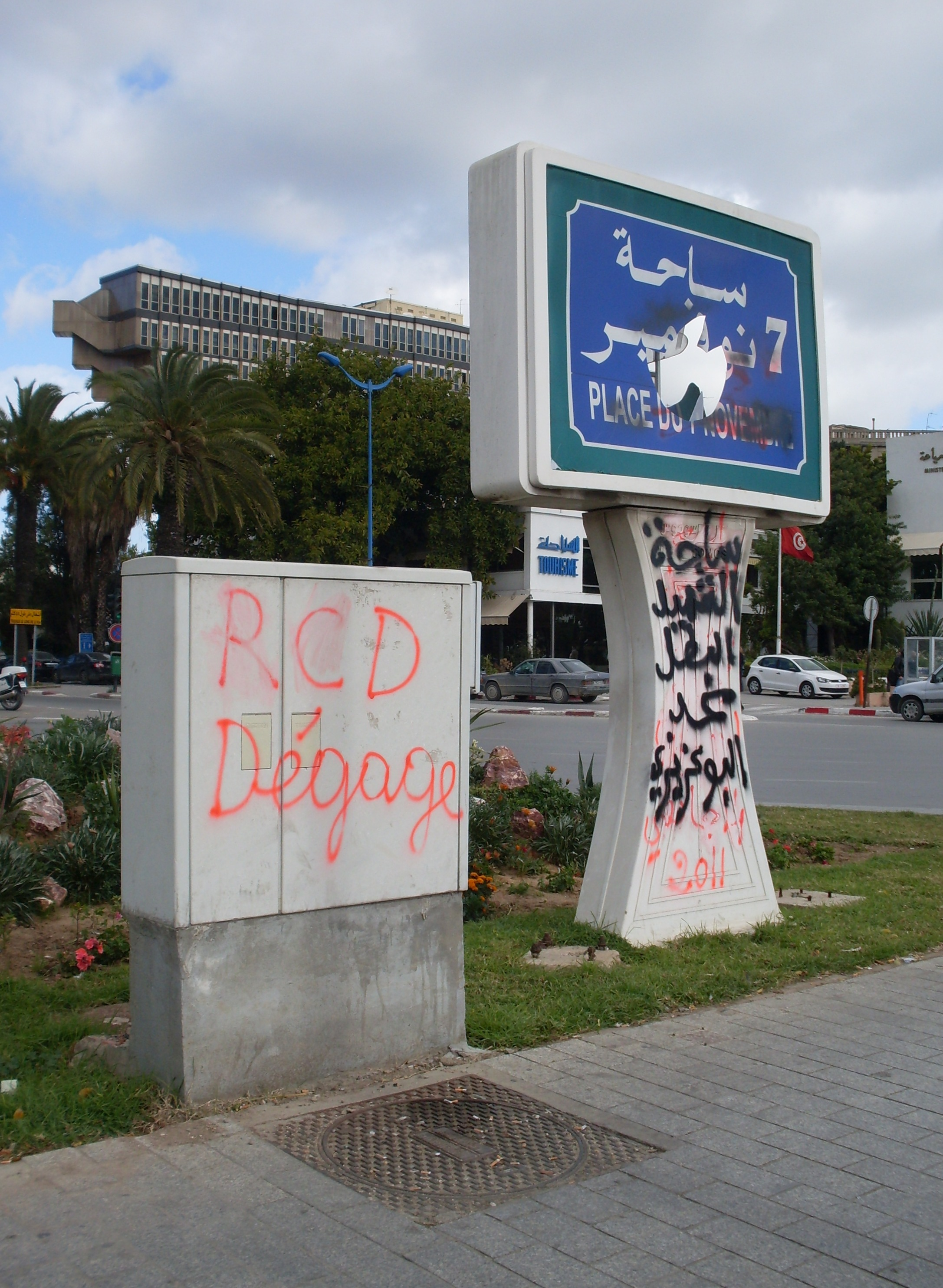